# Craig Ferguson
Craig Ferguson (Springburn, Greater Glasgow, Schotland, 17 mei 1962) is een Schots-Amerikaans presentator, stand-upcomedian, schrijver, acteur, regisseur, producent en stemacteur. Hij was de presentator van The Late Late Show with Craig Ferguson, een Emmy-genomineerd en Peabody Award-winnend avondpraatprogramma dat werd uitgezonden op CBS. Daarnaast heeft hij ook twee boeken geschreven: Between the bridge and the River en zijn autobiografie, American on Purpose. In 2008 werd hij officieel Amerikaans staatsburger.

## The Late Late Show
Craig presenteerde The Late Late Show with Craig Ferguson van 2006 tot 2014.

### Opening
De herkenningsmelodie werd door Ferguson zelf geschreven en gezongen toen hij het programma begon te presenteren. In de week waarin het programma vanuit Parijs werd uitgezonden, werd het lied opnieuw opgenomen, ditmaal in een langzamer en jazzy tempo. Toen het programma in Schotland was, werd het lied door de band The Imagineers gezongen.

### Programmaformule
Het programma begon met een cold open korte monoloog, en soms een praatje met iemand uit het publiek. Hierna begon hij het programma steevast met de woorden: Welcome to Los Angeles, California, welcome to the Late Late Show, I'm your host, TV's Craig Ferguson, it's a great day for America, everybody!. Vervolgens nam Ferguson plaats achter zijn bureau, waar hij lezersvragen beantwoordde die via e-mail en Twitter waren binnengekomen. Soms had hij hierbij hulp van een gast. De laatste seizoenen had hij hierbij vooral de hulp van een robot die Geoff Peterson heette (bestuurd door acteur Josh Robert Thompson). Meestal werden er een of twee gasten geïnterviewd, soms gevolgd door een stand-upcomedian of een muzikant.
Ferguson had vele running gags die vaak in het programma terugkeerden, zoals korte sketches waarin hij Sean Connery, Michael Caine, prins Charles en anderen speelde.
Het programma eindigde met What Did We Learn on the Show Tonight, Craig?, een onderdeel waarin hij het vorige uur samenvatte.
Op 28 april 2014 kondigde Ferguson aan te stoppen met het presenteren van de show. Zijn contract eindigde bij CBS op juni 2014, maar om waardig afscheid te nemen werd de show nog met een half jaar verlengd. Dit ook om CBS de tijd te geven op zoek te gaan naar een vervanger, die men vond in James Corden. De laatste show die Ferguson presenteerde werd uitgezonden op 19 december 2014, hierna nam Corden het over.

## Privé

### Jeugd
Ferguson werd geboren in het Stobhill-ziekenhuis, in het Springburn district in Glasgow, Schotland. Hij was het derde kind van Robert en Janet Ferguson, en groeide op in het nabije Cumbernauld.

### Familie
In de aflevering van The Late Late Show van 8 december 2008 sprak een bedroefde Ferguson over zijn moeder Janet (3 augustus 1933 – 1 december 2008). De aflevering eindigde met het favoriete liedje van zijn moeder, Rivers of Babylon van Boney M.
Ferguson heeft twee zussen (een oudere en een jongere) en een oudere broer. Zijn oudste zus heet Janice en zijn broer heet Scott. Zijn jongere zus, Lynn Ferguson Tweddle, is ook een succesvolle comédienne, presentatrice en actrice. Ze was een schrijfster voor The Late Late Show tot juli 2011.
Fergusons eerste huwelijk was met Anne Hogarth van 1983 tot 1986, ten tijde waarvan het paar in New York woonde. Uit zijn tweede huwelijk (met Sascha Corwin) heeft hij een zoon. Op 21 december 2008 trouwde hij met Megan Wallace-Cunningham in Vermont. Zij hebben een zoon.

### Alchoholisme
Ferguson, ooit zelf verslaafd aan alcohol, is sinds 18 februari 1992 gestopt met drinken. Hierom besloot hij geen grappen te maken over Britney Spears' alcoholproblemen in 2007. Hij vertelde dat hij op eerste kerstdag 1991 zelfmoord wilde plegen, maar dit vergat te doen nadat een vriend hem een drankje had aangeboden om kerst te vieren.

### Staatsburgerschap
Ferguson is een genaturaliseerd staatsburger van de Verenigde Staten, evenals een Brits staatsburger. In 2007, toen hij nog alleen Brits staatsburger was, gebruikte hij The Late Late Show als platform om het ere-staatsburgerschap van iedere staat in de Verenigde Staten te krijgen. Als resultaat hiervan ontving hij het ereburgerschap van 15 staten. Ferguson werd uiteindelijk op 1 februari 2008 officieel ingezworen als Amerikaans staatsburger, en zond de toets evenals de ceremonie uit in The Late Late Show.

### Trivia
Ferguson is een fan van het Schotse voetbalelftal Partick Thistle FC en van de Engelse televisieserie Doctor Who.

## Filmografie

### Film
| Jaar | Titel                                           | Rol                            | Notities             |
| ---- | ----------------------------------------------- | ------------------------------ | -------------------- |
| 1992 | The Bogie Man                                   |                                |                      |
| 1998 | Modern Vampires                                 | Richard                        |                      |
| 1999 | The Big Tease                                   | Crawford Mackenzie             | Schrijver            |
| 2000 | Chain of Fools                                  | Melander Stevens               |                      |
| 2000 | Born Romantic                                   | Frankie                        |                      |
| 2000 | Saving Grace                                    | Matthew Stewart                | Schrijver            |
| 2002 | Life Without Dick                               | Jared O'Reilly                 |                      |
| 2002 | Prendimi l'anima (The Soul Keeper)              | Richard Fraser                 |                      |
| 2003 | I'll Be There                                   | Paul Kerr                      | Regisseur, schrijver |
| 2004 | Lemony Snicket's A Series of Unfortunate Events | Person of Indeterminate Gender |                      |
| 2004 | Lenny the Wonder Dog                            | Dr. Wagner                     |                      |
| 2005 | Vampire Bats                                    | Fisherman                      |                      |
| 2006 | Niagara Motel                                   | Phillie                        |                      |
| 2007 | Trust Me                                        | Ted Truman                     |                      |
| 2008 | Craig Ferguson: A Wee Bit O' Revolution         |                                |                      |
| 2009 | The Ugly Truth                                  | Zichzelf                       |                      |
| 2010 | The Hero of Color City                          |                                |                      |
| 2010 | How to Train Your Dragon                        | Gobber                         | Stem                 |
| 2010 | Kick-Ass                                        | Zichzelf                       |                      |
| 2011 | Winnie the Pooh                                 | Owl                            | Stem                 |
| 2011 | Totally Framed                                  | Jeffrey Stewart                |                      |
| 2012 | Brave                                           | Lord Macintosh                 | Stem                 |
| 2012 | Big Top Scooby-Doo!                             | Whitney Doubleday              | Stem                 |
| 2012 | My Fair Lady                                    | David                          |                      |
| 2014 | How to Train Your Dragon 2                      | Gobber                         | Stem                 |
| 2018 | Duck Duck Goose                                 | Giles                          | Stem                 |
| 2019 | How to Train Your Dragon: The Hidden World      | Gobber                         | Stem                 |
| 2020 | Then Came You                                   | Howard                         |                      |

### Televisie
| Jaar      | Titel                                     | Rol                       | Notities                                     |
| --------- | ----------------------------------------- | ------------------------- | -------------------------------------------- |
| 1988      | Red Dwarf                                 | Confidence                | Aflevering "Confidence and Paranoia"         |
| 1989      | The Big Gig                               | Zichzelf                  | Regular Comic                                |
| 1991      | Have I Got News for You                   | Zichzelf                  | Aflevering "2x07"                            |
| 1993      | One Foot in the Grave                     | Glaswegian beach bully    | Kerst-special "One foot in the Algarve"      |
| 1994      | The Dirt Detective: A History of Scotland | Travel documentary series | Host                                         |
| 1994      | The Ferguson Theory                       | Zichzelf                  | Presentator                                  |
| 1995–1996 | Maybe This Time                           | Logan McDonough           | 18 afleveringen                              |
| 1995–1997 | Freakazoid!                               | Roddy MacStew             | 7 afleveringen                               |
| 1996–2004 | The Drew Carey Show                       | Nigel Wick                | 170 afleveringen                             |
| 2000      | Buzz Lightyear of Star Command            | NOS 4 A2                  | Stem, 5 afleveringen                         |
| 2005      | Life as We Know It                        | Oliver Davies             | 1 aflevering                                 |
| 2005–2013 | The Late Late Show with Craig Ferguson    | Zichzelf                  | Presentator                                  |
| 2006      | American Dad!                             | Evil Barry                | Stem, aflevering "With Friends Like Steve's" |
| 2009      | Family Guy                                | Zichzelf                  | Aflevering "We Love You, Conrad"             |
| 2009      | SpongeBob's Truth or Square               | Zichzelf                  | Televisiefilm                                |
| 2010      | Futurama                                  | Susan Boil                | Aflevering "Attack of the Killer App"        |
| 2010      | Shark Week                                | Zichzelf                  | Presentator                                  |
| 2010      | Legend of the Boneknapper Dragon          | Gobber                    | Stem, kortfilm                               |
| 2011      | Gift of the Night Fury                    | Gobber                    | Stem, kortfilm                               |
| 2011      | Book of Dragons                           | Gobber                    | Stem, kortfilm                               |